# The Great Adventures of Slick Rick
The Great Adventures of Slick Rick ist das Debütalbum des britisch-amerikanischen Rappers Slick Rick. Es erschien im Jahr 1988 und gehört zu den einflussreichsten Rap-Alben der späten Achtziger. Auch kommerziell war das Album erfolgreich, es wurde mit Platin ausgezeichnet. Die daraus ausgekoppelten Singles Teenage Love, Hey Young World und Children's Story gelten als Klassiker des Hip-Hops.

## Geschichte des Albums

### Entstehung
Slick Rick, damals noch MC Ricky D, wurde 1985 bekannt durch seine Beteiligung an den Doug-E.-Fresh-Tracks The Show und La Di Da Di. Darauf wurde Russell Simmons auf ihn aufmerksam und er erhielt einen Vertrag mit Def Jam. Produziert wurde das Album von Slick Rick, Jam Master Jay sowie Eric Sadler und Hank Shocklee von The Bomb Squad. Slick Rick, der als sehr einflussreich für die Gattung des Storytelling gilt, betrachtet die Texte seines Albums als Tagebuch, als in Rap-Form wiedergegebene Lebenserfahrungen.

### Veröffentlichung und Billboard-Charts
The Great Adventures of Slick Rick erschien im Herbst 1988. Im Mai 1989 erklomm das Album Platz 1 der R&B/Hip-Hop-Albencharts und im Juni 1989 Platz 31 der Billboard 200. Es konnte sich 40 Wochen in den Billboard 200 halten. Im April 1989 wurde es mit Gold ausgezeichnet, im Oktober mit Platin.

### Singles
Als erste Auskopplung kam 1988 Teenage Love heraus. Das Lied erreichte Platz 16 der R&B/Hip-Hop-Liedercharts. Die erfolgreichste Single war aber Children's Story, die im Juni 1989 auf Platz 5 landete. Die letzte Auskopplung, Hey Young World, schaffte es dann im Herbst noch auf Platz 42.

## Titelliste
Die Angaben beziehen sich auf die LP-Version von 1988.

### Seite 1
1. Treat Her Like a Prostitute – 3:54
2. The Ruler's Back – 5:34
3. Children's Story – 3:59
4. The Moment I Feared – 3:32
5. Let's Get Crazy – 3:49
6. Indian Girl (An Adult Story) – 3:14

### Seite 2
1. Teenage Love – 4:50
2. Mona Lisa – 4:05
3. Kit (What's the Scoop) – 3:21
4. Hey Young World – 4:36
5. Teacher, Teacher – 4:59
6. Lick the Balls – 3:56

## Rezeption
Während Steve Huey in seinem Review auf Allmusic die Produktion als Standard der frühen Def-Jam-Werke bezeichnete, stellte er im Speziellen die Rap- und Textkünste Slick Ricks heraus. „Seine sorgfältig konstruierten Erzählungen sind gefüllt mit lebendigen Details und geistreichen Nebenbemerkungen, und sein cartoonhafter Sinn für Humor hat zahlreiche andere Rapper beeinflusst.“ Als dunkle Seite des Albums bezeichnete er dessen vulgäre und misogyne Einstellung, die insbesondere im Opener Treat Her Like a Prostitute zum Tragen komme.